# Botanophila shinonagai
Botanophila shinonagai este o specie de muște din genul Botanophila, familia Anthomyiidae, descrisă de Masayoshi Suwa în anul 1994.
Este endemică în Nepal. Conform Catalogue of Life specia Botanophila shinonagai nu are subspecii cunoscute.